# Оруджев, Заид Меликович
Заи́д Ме́ликович Ору́джев (р. 4 апреля 1932) — специалист по истории философии, диалектической логике, методологии социального познания; доктор философских наук, профессор.

## Биография
Заид Меликович Оруджев родился в Баку 4 апреля 1932 г. В 1955 окончил философский факультет Московского государственного университета им. М. В. Ломоносова. С 1955 по 1967 преподавал в вузах Баку (главным образом в университете). В 1967—1969 годах основал и заведовал кафедрой философии Московского института электронной техники. В 1969—1985 гг. работал профессором философского факультета МГУ, где читал собственный курс диалектической логики. Одновременно (1969—1971) работал заместителем главного редактора журнала «Философские Науки». В 1985—1987 гг., по настоянию руководства АзССР, работал директором Института философии и права АН Азербайджана. В 1987 г., по приглашению руководства Высшей Партийной Школы СССР, вернулся в Москву, где сначала работал профессором философии ВПШ, затем — РГГУ до 1998 г. С 1992 г. являлся ведущим научным сотрудником, затем — главным научным сотрудником РАГС при Президенте РФ, затем — до марта 1998 — профессором кафедры социологии, преобразованной в кафедру социальной политики. С 2004 г. является профессором-консультантом Московского института делового администрирования, преобразованного в Московскую государственную академию делового администрирования. Читал курсы и циклы лекций в университетах Германии, США, Канады, Кубы. Защитил кандидатскую диссертацию на тему «Отношение К. Маркса и Ф. Энгельса к гегелевской философии в период формирования их взглядов» (1958 г.). В 1966 г. защитил докторскую диссертацию на тему «Проблемы диалектической логики в экономических исследованиях К. Маркса».

## Основные труды
В трудах Оруджева З. М. на историко-философском и естественнонаучном материале исследовались еще в 60х-90х гг. XX века проблемы теоретического доказательства, его отличий от эмпирического и формально-логического доказательств; проблема систематического изложения диалектической логики; Корнеллский университет США в 80х гг. опубликовал книгу советолога, профессора Джеймса Скэнлана, в которой он писал, что после работ Оруджева диалектическая логика не может быть отвергнута в США, как это делалось прежде, так как она поднята на заслуживающий научного уважения уровень. Большое внимание Оруджев З. М. уделял разработке метода анализа промежуточных звеньев для создания научно-теоретических систем. Значение последнего было особо отмечено для исследования теоретических систем в биологии исследовательской группой во главе с академиком Академии медицинских наук СССР А. М. Чернухом.
В публикациях Оруджева впервые разрабатывалась теория реформ как необходимого способа развития всякого общества, включая социалистическое, а также теория регионального развития общества как универсального способа экономического управления в противоположность централизованному.

## Главная идея и концепция природы человека
В начале XXI в. Оруджев исследует поставленную Ч. Дарвином проблему возникновения человека из животного мира, разрабатывая понятия «прошлого» и «факторов прошлого», а также понятие «накопленного прошлого» как субстанциальные понятия «природы человека». Прошлое, которым обладает, как полагал Ф. Ницше, только человек, Оруджев определяет как единство уже прошедшего времени и накопленной человеком деятельности. Такое понимание прошлого позволило человеку включить в свою жизнедеятельность внутреннее время, благодаря чему он стал осваивать и логику. Кстати, в своё время Аристотель писал: «прав Агафон: Ведь только одного и богу не дано: Не бывшим сделать то, что было сделано». Но человек как раз возник из «накопленного прошлого», из источника, который оказался недоступным даже богу.
В противоположность большинству попыток решить данную проблему на основе «чистого натурализма», а именно — на основе биологических методов, Оруджев считает, что проблема перехода от животной природы к качественно иной — человеческой может быть решена лишь философией, опирающейся на результаты, полученные не только биологией, но и психологией, лингвистикой, социологией и другими науками. Проблема должна быть поставлена с учетом соответствующих промежуточных звеньев, которые не учитываются отдельно взятыми науками. Оруджев считает, что теория Дарвина до сих пор (уже, примерно, 150 лет спустя после работы «Происхождение человека и половой отбор», 1871 г.) не может доказать естественное происхождение человека в собственном смысле потому, что не отходит от «чистого биологизма» в понимании природы человека.
Натуралистическая концепция человека, которая до сих пор не может осуществить строго логический переход от животного к собственно человеку и иногда полагает, что дело в отсутствии «недостающего звена», которое еще не найдено, ошибается в следующем. На самом деле существует «решающее звено», которого она не ищет вообще. Она не учитывает наличия способности человека к априорному мышлению, наличие которой у последнего доказала немецкая классическая философия в лице И. Канта, исходившего из того, что именно человек может мыслить априорно, так как обладает разумом. Кант не был знаком с открытием Ч. Дарвина и поэтому не имел дела с проблемой превращения животного, апостериорного мышления — в собственно человеческое, априорное. Вопрос об априоризме в своё время был поставлен Платоном с его понятием «припоминания», позже Лейбницем — с его понятием «врожденных идей». Но сам Ч. Дарвин, будучи англичанином XIX в., стоял на позициях сенсуализма, абсолютизируя чувственный опыт и рассматривая способность к абстрагированию как достаточную способность для человеческого разума.
Оруджев логически объясняет возникновение априорной способности человека на основе введенного им понятия «накопленное прошлое» (включающего в свою структуру: 1. хаотическую часть; 2. организованную, то есть упорядоченную; и, наконец, 3. способ мышления соответствующего времени (исторической эпохи, например), который упорядочивает, «организует» «накопленное прошлое») и выводит из этого возможность нового опыта, логики, формирования способов мышления эпох. В основе всех этих способностей человека лежит, конечно, способность творчества, упорядочения, или, как писал Ф. Ницше, «организации хаоса». «Накопленное прошлое», или «третий мир», не бессубъектный, как у К. Поппера, человек постоянно «носит с собой», как Биант, и взаимодействует с ним, «организуя» его.
Но как возникает само «накопленное прошлое»? Из возможностей словесного языка, который дан предку человека как инстинкт. Уже у самого Ч. Дарвина было предположение, что язык дан человеку как инстинкт. В то время эта идея принадлежала целому ряду ученых, но сегодня она в убедительной форме обоснована современными лингвистами, особенно Н. Хомским и С. Пинкером, которые выдвинули в качестве главного тезис о том, что язык обладает свойством будить творческие способности человека. С. Пинкер обращает внимание на идею Н. Хомского, которая приближает язык по своим свойствам к особенностям априорного мышления, значение которого весьма велико для понимания «тайны возникновения природы человека». Независимость слов от конкретных свойств внешних предметов позволяет человеку, во-первых, строить каждое предложение посредством «принципиально новых комбинаций слов, впервые возникающих в истории вселенной», и, во-вторых, дети с рождения несут в себе некую схему, общую для грамматик всех языков, так сказать, «Универсальную Грамматику», подчеркивает С. Пинкер, «которая подсказывает им, как выделять синтаксические модели в речи родителей».
Синтез словесного языка как «первоначала» с прошлым как субстанцией новой природы (природы человека) дает в результате «накопленное прошлое», без чего априорная способность человека была бы невозможна. Но как «накопленное прошлое» делает априорную способность человека реальной? Благодаря Слову (словесному языку) человек сохраняет «множество» результатов опыта (в охоте, собирательстве, взаимодействиях с другими людьми и т. д., включая опыт, не имеющий непосредственно биологического значения для его выживания). Это «накопленное прошлое», которое он постоянно «носит с собой», позволяет ему взаимодействовать с элементами прошлого и осуществлять синтез элементов «накопленного прошлого» — элементов, которые прежде вообще или в опыте человека не взаимодействовали друг с другом. Так возникает кантовский априорный синтез, то есть полноценный априоризм, характерный для человека в собственном смысле.
Кстати, уже в животном мире априоризм в частичной, элементарной форме уже имеет место. Если бы животное, в отличие от «мертвого» камня и других подобных предметов, не опережало изменения, происходящие во внешнем мире, оно не могло бы приспособиться к нему, будучи уничтожено более сильным хищником или собственным падением в пропасть, или свалившимся на него с горы камнем. Но оно обладает «микроаприоризмом» в форме логической аналогии, что позволяет ему реагировать по-разному на различные процессы и явления, которые вокруг него происходят. Аналогия — простейшая рассудочная форма мысли, позволяющая животному, по меньшей мере, отличать «своих» от «чужих», например. Человек в период палеолита уже обладал способностью даже «полуаприоризма», поскольку мог аналитически посредством сколов отделять уже от камней или убитых животных острые предметы (зародыши ножей, рубила и др. орудия обработки туш мертвых животных с целью извлечения мозга или получения шкур животного и т. д.).
Новый опыт человека создается априорным способом, независимо от его масштабов. Три известных, например, стадии темпорального бытия человека, согласно Оруджеву, характеризуются доминированием однородных (массовых) способностей человека на первой (первобытной) стадии; групповых — на второй (исторической); и индивидуальных, творческих — на третьей (постисторической). Все эти изменения происходили, конечно, постепенно, в течение десятков тысяч лет благодаря меняющимся способам мышления человека, управлявшим его действиями.
Оруджев считает, что, например, все исторические эпохи детерминируются новыми трехуровневыми, включающими в себя 1) общелогические понятия, 2) этические понятия и 3) опытный, практический уровень, способами мышления, формирование которых основано на новых понятиях, полученных посредством априорной способности. Человек постоянно взаимодействует со своим «третьим миром», который «носит с собой», и поэтому постоянно «организует хаос» Здесь было бы уместно вспомнить слова Альбера Камю о том, что все «великие реформаторы стремились воплотить в истории то, что уже было создано в творениях Шекспира, Сервантеса, Мольера и Толстого: мир, способный утолить свою жажду к свободе и достоинству, неискоренимую в каждом человеческом сердце». А. Камю в другом месте обращает наше внимание на творческую природу априорной способности человека, когда заявляет, что в творениях искусства перед нами предстает «воображаемый мир, представляющий собой, однако, поправку к миру реальному… Роман кроит судьбу по заранее приготовленной мерке. Таким образом, он соперничает с творением бога и хотя бы временно торжествует над смертью». Как видим, человек и в сфере искусства, и в сфере реальных реформ постоянно творит, «организуя хаос», придавая ему форму, соответствующую его представлениям, и реализуя со временем в лице реформаторов эти представления в действительности. То же самое происходит в повседневной жизни, когда человек стремится изменить условия своей жизни, свои отношения с другими людьми и т. д.
Из этих положений Оруджев выводит внутренний смысл истории, заключающийся в поэтапном «вытеснении» из природы человека унаследованного от первой (первобытной) стадии темпорального бытия человека, главным образом, основного животного инстинкта — инстинкта силы и слабости. «Вытеснение» осуществляется в четыре больших этапа (исторические эпохи, каждая из которых является интегративным опытом его), соответствующих четырем уровням цивилизации, основанным на: 1) писаном праве (античность), 2) общечеловеческой этике (средневековье), 3) буржуазном равенстве и деньгах как универсальном мериле человеческой деятельности (новое время), и 4) наконец, начинающейся информационной эпохе, все больше основывающейся на индивидуальной творческой свободе человека (подробно о соответствующих способах мышления человека, определяющих исторические эпохи, можно прочитать в двух вышеупомянутых книгах, опубликованных в 2004 и 2009 гг.). Как видно, уровни цивилизации по времени совпадают с историческими эпохами. На третьей стадии темпорального бытия (на стадии постистории), согласно Оруджеву, природа человека свободна от животных инстинктов, и в ней уже господствует «инстинкт разума» (термин Гегеля), специфичный для «природы человека» и полностью ей соответствующий. Общественные отношения между людьми на этой стадии темпорального бытия имеют своим источником не унаследованные животные инстинкты (принимающие в истории форму войн, рабовладения, диктатур и т. д.), а основанные на дружбе как источнике новых этических отношений между людьми, сказал бы Аристотель, если бы избежал абсолютизации характерного для его эпохи представления о неисторическом времени (см. его «Никомахову этику»).
Оруджев отвергает концепцию утопистов Нового времени, согласно которой «природа человека» неизменна, как и противоположную концепцию, согласно которой сущность человека тождественна исторически изменяющейся «совокупности общественных отношений», в результате чего делается вывод, якобы «природа человека» сводится, по существу, к истории, вместо того чтобы быть в её основе, поскольку сама история является интегративным опытом человека. Согласно Оруджеву, понятие темпорального бытия человека определяется тем, что бытие человека детерминируется, главным образом, не экономическими, общественно-политическими или государственными факторами, а темпоральными, то есть временем, когда он начал выходить из животного мира и насколько он преодолел его в ходе дальнейшего времени. Способ бытия человека характеризует его отношение к прошлому, его взаимодействие с прошлым, поскольку прошлое (язык, мышление, логика и т. д.), в отличие от прошедшего, всегда присутствует в настоящем.
Итак, в начале XXI века проблема трансформации гоминидов в человека в собственном смысле получила своё философское объяснение на основе раскрытия логики формирования сущности человеческой природы — разума.
Профессор философского факультета МГУ им. М. В. Ломоносова Т. В. Кузнецова в рецензии на последние книги Оруджева ("Способ мышления эпохи. Философия прошлого. 2004 г. и «Природа человека и смысл истории». 2009 г.), опубликованной в ведущем философском журнале Российской академии наук, отметила: «Сегодня можно сказать, что в книге З. М. Оруджева „Природа человека и смысл истории“ философское решение коренной проблемы философии, сформулированной Карлом Ясперсом, дано З. М. Оруджевым в достаточно убедительной форме».

## Избранные публикации
Книги
- Оруджев З. М. К. Маркс и диалектическая логика. (Баку, Изд. « Азернешр». 1964 г. 10 п.л.)
- Оруджев З. М. Единство диалектики, логики и теории познания в «Капитале» К.Маркса. (Баку. Изд. «Азернешр». 1968 г. 15 п.л.)
- Оруджев З. М. Диалектика как система. (Москва. «Политиздат». 1973 г. 12,5 п.л.)
- Оруджев З. М. Диалектическая логика. Основные принципы и проблемы. (М. «Политиздат». 1979 г. 15,5 п.л. В соавторстве с проф. Кумпф)
- Z.M.Orudzhev. La Dialectica como Sistema. (Editorial de ciencias socials, ciudad de la Habana. 1978.)
- Zaid M.Orudzhev. La Dialectica como Sistema. (Departamento de Editorial. Facultad de Filosofia y Letras. Universidad Autonoma de Nuevo Leon. Monterrey. N.L., Mexico. 1979).
- Z.M.Orudzhev. La Dialectica como Sistema. (Editorial Nuestro Tiempo. S.A., Primera edicion en Mexico. 1980)
- S.M.Orudshev. Dialektik als Sistem. Zum Verhealtnis von Dialektik, Logik und Erkenntnistheorie. (VEB Deutscher Verlag der Wissenschaften. Berlin. 1979)
- Оруджев З. М. Способ мышления эпохи. Философия прошлого. (М. Изд. «УРСС». 2004 г. 25 п.л.)
- Оруджев З. М. Природа человека и смысл истории. (Изд. «Книжный дом „Либроком“». 2009 г. 28 п.л.).

Статьи
- Оруджев З. М. Логическое и историческое в «Капитале». (Глава в книге: «Капитал» Маркса, философия и современность. М. Изд. «Наука». 1968 г.)
- Оруджев З. М. К вопросу о структуре диалектической логики. (Ж. «Философские науки». 1971 г. № 6)
- Оруджев З. М. К. Маркс и диалектическая логика Гегеля. (Статья в сборнике: «Философия Гегеля и современность». М., Изд. «Мысль». 1973 г.)
- Оруджев З. М. Проблема доказательства в диалектической логике. (Статья в сборнике: «Философия и современность». М. «Наука». 1976 г.)
- Оруджев З. М. Формально-логическое и диалектическое противоречия. Различие структур. (Статья в сборнике: Диалектическое противоречие. М., «Политиздат». 1979 г.).
- Оруджев З. М. Диалектическое противоречие в развитии познания. (Журн. «Вопросы философии». 1979 г. № 2. В соавторстве с А. Н. Аверьяновым).
- Оруджев З. М. Реформа в деятельности социалистического государства. (Ж. «Философские науки». 1984 г. № 3. В соавторстве с Т. М. Махаматовым и В. В. Сушинским).
- Zaid M.Orudzhev. Marxism, Humanism, and Ecology. (Статья в сборнике: The Question of Humanism. Challenges and Possibilites. Edited by David Coicoechea, John Luik, and Tim Madigan. Prometheus Books. Buffalo, New York/ 1991)/
- Zaid M.Orudzhev. Marxist Philosophy and Society of the Future. (В сборнике: Diverse Perspectives on Marxist Philosophy. East and West. Edited by Sara F/Luter, John J. Neumaier, and Howard L. Parsons. Papers presented to the 19th World Congress of Philosophy, held in Moscow, Aug. 23-28, 1993).
- Оруджев З. М. Философский анализ региональной политики России. (Журн. «Вестник Московского университета». 1995 г. № 4).
- Оруджев З. М. Философия прошлого (или понятие прошлого не в обыденном смысле). (Журн. «Вестник Московского университета». 2002 г. № 3).
- Оруджев З. М. Способ мышления эпохи и исторический процесс. (Статья в сборнике: «Эпоха глобальных перемен. Опыт философского осмысления». Под редакцией проф. Костиной Т. И. М., 2004 г.).
- Оруджев З. М. Культура и цивилизация. (Журн. «Вестник Московского университета». 2005 г. № 2. В соавторстве с проф. Кузнецовой Т. В.)
- Оруджев З. М. Способ мышления эпохи и принцип априоризма. (Журн. «Вопросы философии». 2006 г. № 5).
- Оруджев З. М. Культура и цивилизация: новые аспекты старой проблемы. (Статья в сборнике: «Наука и образование в интересах устойчивого развития». М. 2006 г. В соавторстве с Кузнецовой Т. В.)
- Оруджев З. М. Культура и цивилизация. (Журн. «Вестник Московского университета». 2007 г. № 4. В соавторстве с проф. Кузнецовой Т. В.).
- Оруджев З. М. К вопросу о возникновении человеческого разума. (Журн. «Вопросы философии». 2009 г., № 12)